# Wierzenica
Wierzenica – wieś sołecka w Polsce, położona w województwie wielkopolskim, powiecie poznańskim, gminie Swarzędz, na prawym brzegu rzeki Głównej.
Wieś szlachecka, własność wojewody płockiego Piotra Potulickiego, około 1580 leżała w powiecie poznańskim województwa poznańskiego. W latach 1975–1998 miejscowość administracyjnie należała do województwa poznańskiego.

## Nazwa
Miejscowość pod zlatynizowaną staropolską nazwą Verenicza wymieniona jest w łacińskim dokumencie wydanym w Poznaniu w 1280 sygnowanym przez króla polskiego Przemysła II.

## Integralne części wsi
| SIMC    | Nazwa      | Rodzaj     |
| ------- | ---------- | ---------- |
| 1061535 | Augustówka | przysiółek |
| 0595654 | Mechowo    | część wsi  |

## Historia i zabytki
Historia

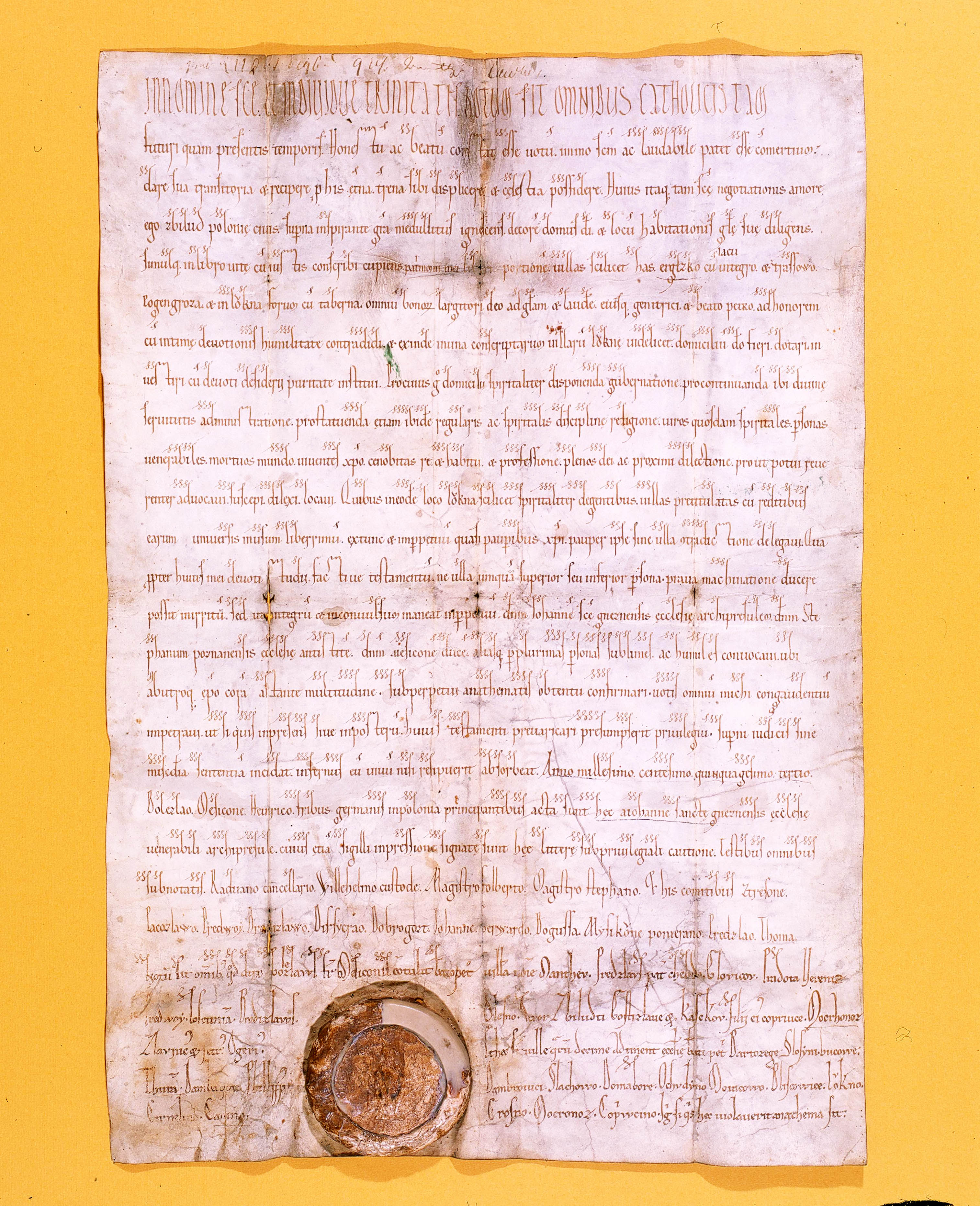
Dokument z 1154 Zbiluta (z rodu Pałuków) obywatela polskiego (“Poloniae civis”) notujący Wierzenicę jako Vereniz.

Pierwsza wzmianka o Wierzenicy pojawiła się w dokumencie z 1154 Zbiluta (z rodu Pałuków) obywatela polskiego (“Poloniae civis”), w którym zanotowana została jako Vereniz. Wieś została osadzona na prawie średzkim i często zmieniała właścicieli.
W 1932 r. w Wierzenicy zmarł August Adolf Cieszkowski,  właściciel tutejszego majątku, mecenas nauki i senator II RP.
Zabytki
We wsi znajdują się:
- drewniany kościół św. Mikołaja  z kaplicą grobową rodziny Cieszkowskich
- dwór rodu Cieszkowskich
- drewniana karczma

Na wschód od wsi w 1918 profesor Józef Kostrzewski odkrył cmentarzysko popielnicowe z epoki brązu. We wsi odkryto również stanowiska kultury pucharów lejkowatych.

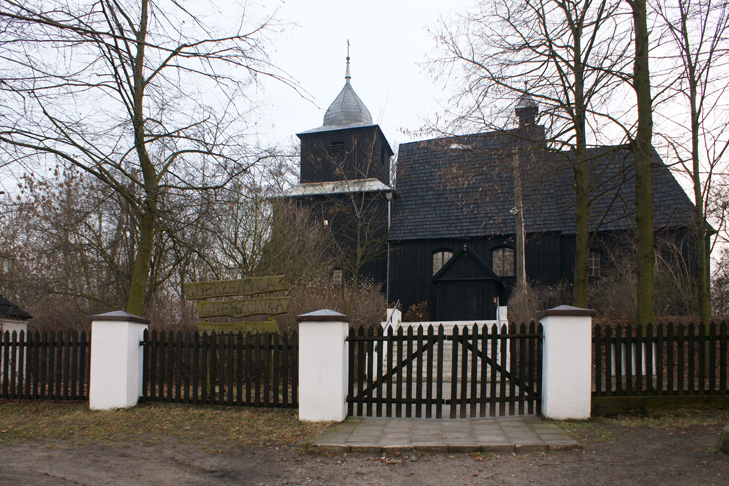
Wierzenica kościół pw. św. Mikołaja

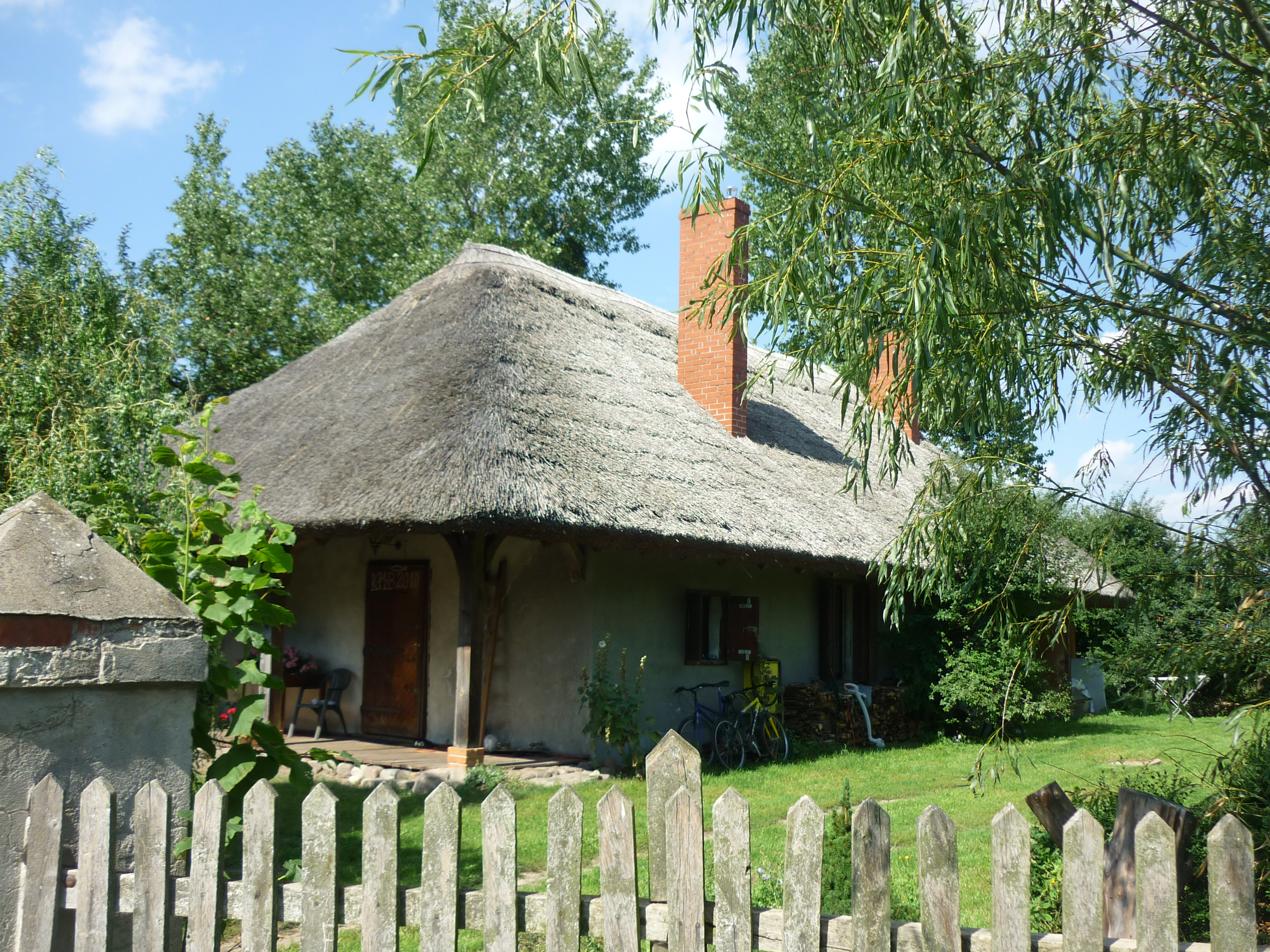
Zabytkowa karczma przy drodze do Wierzonki

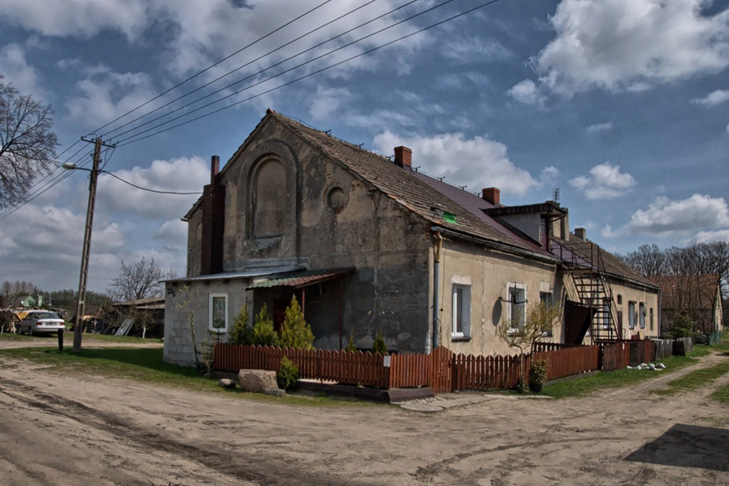
Wierzenica Akademia

## Warunki przyrodnicze i rolnicze
Wierzenica wraz z Janikowem są w gminie Swarzędz miejscem najbardziej wyniesionym i miejscem o największych nachyleniach terenu. Wieś leży na pagórkach morenowych wyniesionych do około 115 m n.p.m.
Przez wieś w wąskiej dolinie przepływa rzeka Główna. Pomiar wykonany we wsi ok. 2000 wykazał, że ciek ten ma 4,8 m szerokości i 0,4 m głębokości, wysokość brzegu wynosi ok. 0,6 m. W przeszłości na rzece w Wierzenicy czynny był młyn. Niewielkie zbiorniki wodne w okolicy wsi pełnią funkcję stawów hodowlanych.
Wierzenica leży w otulinie Puszczy Zielonki. Na Wzgórzu Krasińskiego znajdują się: rząd starych białodrzewów, aleja kasztanowcowa i uschnięta sosna, pod którą przesiadywał Krasiński. Cztery drzewa na terenie wsi objęte są szczególną ochroną prawną jako pomniki przyrody:
- dąb szypułkowy: obwód pierścienia 470, nr w rejestrze 916/295
- dąb szypułkowy: obwód pierścienia 580, nr w rejestrze 915/294
- dąb szypułkowy: obwód pierścienia 450, nr w rejestrze 914/293
- sosna zwyczajna: obwód pierścienia 360, nr w rejestrze 912/292

Okolice Wierzenicy należą w gminie Swarzędz do obszarów z glebami najlepszej jakości, należącymi do klasy III i IV, stąd też największe w gminie areały użytków rolnych – od 500 do 700 ha.

## Ludność
Zmiany zaludnienia w ostatnich latach przedstawiają się następująco:
| Rok  | Liczba mieszkańców |
| ---- | ------------------ |
| 1988 | 254                |
| 1990 | 257                |
| 1999 | 200                |
| 2008 | 294                |
| 2009 | 305                |

## Komunikacja i turystyka
Wierzenica posiada połączenie autobusowe ze Swarzędzem (linia 493).
Przez wieś przebiegają:
- Wielkopolska Droga św. Jakuba – odcinek szlaku pielgrzymkowego do grobu św. Jakuba w Santiago de Compostela w Hiszpanii
- droga rowerowa R-1 Owińska-Mielno-Wierzonka-Wierzenica-Kobylnica[13]
- pieszy żółty szlak turystyczny prowadzący ze stacji kolejowej w Kobylnicy na Dziewiczą Górę[14].

Przez Wierzenicę przebiega droga powiatowa i drogi gminne.

## Związki
Walory pobytu w Wierzenicy opiewał Zygmunt Krasiński, który w swoich listach do Augusta Cieszkowskiego używał stworzonych przez siebie neologizmów "powierzeniczyć", "wierzeniczenie", określających czas spędzany w Wierzenicy. Zalety miejscowości opisywała również w swojej twórczości Kazimiera Iłłakowiczówna.
Na Uniwersytecie Kazimierza Wielkiego w Bydgoszczy funkcjonuje Klub Profesorów "Wierzenica".

## Młyn wodny

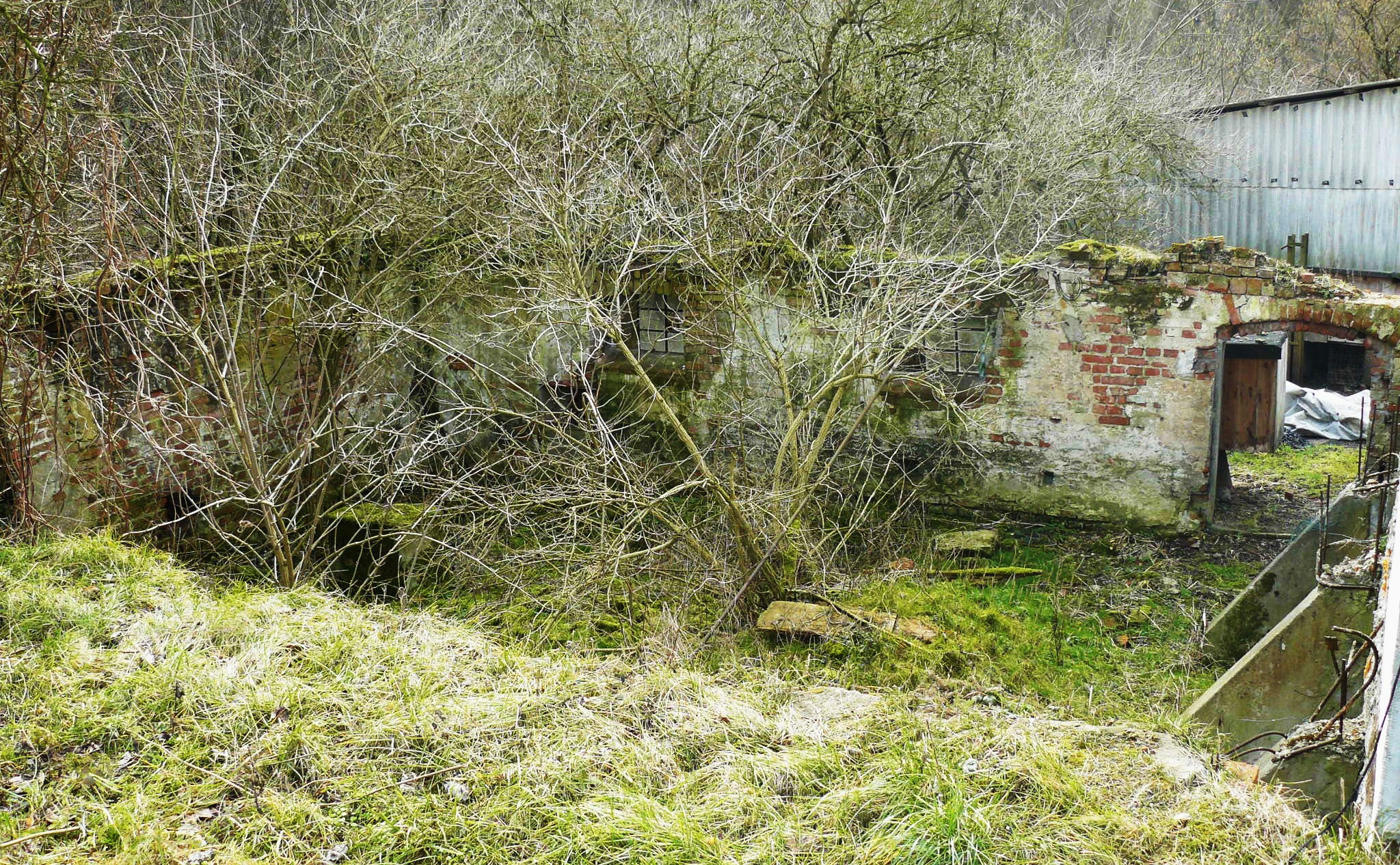
Ruiny młyna wodnego

Młyn na Głównej istniał we wsi już kilka wieków temu, jednak ostatnią budowlę wzniesiono w XIX wieku. August Cieszkowski sprzedał go Janowi Chmielarzowi, ojcu Kazimierza Chmielarza – ostatniego wierzenickiego młynarza. Podczas II wojny światowej Niemcy ograniczyli produkcję tylko do śrutowania, a następnie całkowicie zamknęli młyn. Uruchomiono go ponownie w 1946, jedynie jako śrutownik. Początkowo wykonywał nawet usługi dla gospodarstw państwowych, a potem tylko dla rolników indywidualnych. Z uwagi na konkurencję nowocześniejszych zakładów produkcję zakończył w 1966 (w 1969 zmarł ostatni młynarz). W okresie międzywojennym i po II wojnie światowej, oprócz koła młyńskiego, młyn posiadał niewielką turbinę elektryczną o napięciu 110 V, wytwarzającą prąd na potrzeby własne i miejscowej szkoły. Działała do 1955, kiedy to wieś zelektryfikowano. Oprócz tego, dzięki użyciu pasów transmisyjnych, młyn świadczył usługi sieczkarni. Na przełomie XIX i XX wieku w obrębie młyna funkcjonowała też fabryka musztardy A.Pawlaka, dla której młyn dokonywał przemiału gorczycy. W 1975 dwa młyńskie koła (nasiębierne) przeniesiono do Skansenu w Dziekanowicach, a w 1998 rozpoczęto tam rekonstrukcję zakładu. Kamienie młyńskie z piaskowca i betonu leżą na miejscu, przy kanale młyńskim.

## Cmentarz

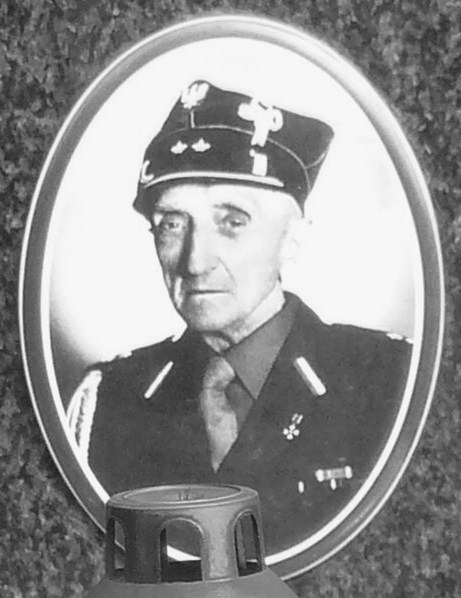
Adam Skonieczny

Na cmentarzu w Wierzenicy spoczywają m.in.:
- Kazimierz Chmielarz (1899-1969), powstaniec wielkopolski,
- prof. Monika Hoffa, geograf (zm. 1977),
- Stanisław Mierzejewski (1902-1984), powstaniec wielkopolski,
- Adam Skonieczny (1901-1979), powstaniec wielkopolski.

Ponadto znajduje się tutaj grób nieznanego żołnierza polskiego z okresu II wojny światowej.